# Prinsuéjols
Prinsuéjols is een plaats en voormalige gemeente in het Franse departement Lozère (regio Occitanie) en telt 163 inwoners (1999). De plaats maakt deel uit van het arrondissement Mende.

## Geschiedenis
Prinsuéjols is op 1 januari 2017 gefuseerd met de gemeente Malbouzon tot de gemeente Prinsuéjols-Malbouzon. 

## Geografie
De oppervlakte van Prinsuéjols bedraagt 40,8 km², de bevolkingsdichtheid is 4,0 inwoners per km².
De onderstaande kaart toont de ligging van Prinsuéjols met de belangrijkste infrastructuur en aangrenzende gemeenten.

## Demografie
Onderstaande figuur toont het verloop van het inwonertal.